# Österreichisches Future-Team
Das Future-Team war eine Perspektivmannschaft des österreichischen Fußball-Bundes, die im Hinblick auf die Europameisterschaft im eigenen Land im Rahmen des Nachwuchsförderungsprojekts Challenge 2008 gebildet worden war und die österreichische A-Nationalmannschaft ergänzen sollte.

## Geschichte
Mit der Bestellung von Friedrich Stickler zum Präsidenten des ÖFB initiierte dieser im Februar 2002, in Kooperation mit dem Bundesministerium für öffentliche Leistung und Sport, das Jugendförderungsprojekt Challenge 2008, das neben diverser Fördermaßnahmen auch die Bildung eines „Challenge-Teams“ (16- bis 19-jährige Spieler der Bundesnachwuchszentren (BNZ) oder Akademien (AKA) und Legionäre bei ausländischen Vereinen) und „Future-Teams“ (19- bis 24-jährige Nationalspielern aus A-Team, U-21 und U-19) vorsah. Das Hauptaugenmerk lag dabei nicht auf einem internationalen Spielbetrieb, sondern zwei elitäre Gruppen zur individuellen Förderung der Spieler im Rahmen von vier bis zehn Lehrgängen und Trainingslagern pro Jahr zu schaffen. Eines der primären Ziele des Future-Teams war, Talente an die A-Nationalmannschaft für die Heim-Europameisterschaft 2008 heranzuführen.
Nach Beginn des Projekts im Juni 2003 wurde das Future-Team erstmals im Juli desselben Jahres, unter der Leitung des damaligen Teamchefs Hans Krankl, gebildet. Das erste Spiel absolvierte die Mannschaft am 18. Juli gegen die Amateure des FC Kärnten. (Endstand 3:1, Torschützen Linz (1), Hassler (2). Danach bestritt die Mannschaft lediglich inoffizielle Testspiele gegen österreichische und deutsche Vereinsmannschaften, ehe man am 16. November 2004 erstmals im Rahmen des Future-Cups in einem offiziellen Länderspiel gegen die türkische A2-Auswahlmannschaft antrat.
Insgesamt absolvierte man von 2004 bis 2005 fünf offizielle Spiele, ehe das Projekt für das Jahr 2006 eine Adaptierung erfuhr, die eine Dezentralisierung und individuelle Förderung der Challenge-Spieler bei ihren Vereinen vorsah. Die Neuausrichtung war notwendig geworden, da zuvor bereits mehrere Lehrgänge wegen Terminkollisionen oder der fehlenden Bereitschaft der Vereine, zur Abstellung der Spieler abgesagt werden mussten und im Allgemeinen die öffentliche Kritik bezüglich des großen Aufwands der Lehrgänge ständig anwuchs. Weiters war mit Teamchef Krankl einer der maßgeblichen Mitbegründer des Future-Teams als A-Team-Trainer zurückgetreten. Sein Nachfolger Josef Hickersberger begrüßte die Änderung zur verstärkten Förderung der Auswahlspieler bei ihren Vereinen. In Folge kam das Future-Team bis zur Euro 2008 nicht mehr zum Einsatz, ehe die Challenge 2008 durch das Folgeprojekt Challenge 2012 ersetzt wurde, in dessen Konzept das Future-Team wieder gestrichen wurde.
Von den insgesamt 48 eingesetzten Spielern nahmen letztendlich acht (Roland Linz, Roman Kienast, Jürgen Säumel, György Garics, Markus Katzer, Christian Fuchs, Martin Stranzl, Andreas Ivanschitz) an der Europameisterschaft 2008 teil.
Bei der Europameisterschaft 2016 waren mit Ramazan Özcan, Christian Fuchs und Marc Janko noch drei frühere Future-Team-Spieler im Endrundenkader Österreichs.

## Spiele
Insgesamt bestritt des Future-Team fünf offizielle Spiele gegen ebenso viele unterschiedliche Gegner. Davon wurden zwei gewonnen und drei verloren. Das Torverhältnis war 7:12.
| Datum      | Paarung                                         | Spielort    | Zuschauer | Ergebnis  | Torschützen | Trainer                 |
| ---------- | ----------------------------------------------- | ----------- | --------- | --------- | --- | ----------------------- |
| 16.11.2004 | Türkei A2 – Österreich Future Team              | Istanbul    | 300       | 3:1 (2:0) | Yozgatli (40.), Martin (45., 48.), Mair (64.)                                                                  | Hans Krankl             |
| 19.04.2005 | Österreich Future Team – Schottland Future Team | Mattersburg | 3500      | 2:1 (1:0) | Mair (31.), Mörz (56.), Beattie (84.)                                                                          | Hans Krankl             |
| 26.04.2005 | Österreich Future Team – China Star Team 08     | Pasching    | 400       | 2:1 (0:0) | Konrad (71.), Schellander (84.), Lu Lin (82.)                                                                  | Walter Knaller          |
| 17.07.2005 | Polen B – Österreich Future Team                | Breslau     | 3000      | 2:0 (1:0) | Brożek (25.), Klatt (70.)                                                                                      | Hans Krankl             |
| 15.11.2005 | Österreich Future Team – Team 2006              | Mattersburg | 4800      | 2:5 (1:2) | Lasnik (45.), Pichlmann (85.), Gerber (82.), Gomez (40.), Ortlechner (56., ET), Scharner (57., ET), Auer (72.) | Willibald Ruttensteiner |

## Eingesetzte Spieler
Für das Future-Team kamen 48 verschiedene Spieler zum Einsatz. Die meisten Einsätze hatten Michael Mörz und Thomas Pichlmann, die vier der fünf Partien bestritten. Sechs Spieler erzielten mindestens ein Tor, mit zwei Treffern war Wolfgang Mair der erfolgreichste Torschütze.